# 八事駅
八事駅（やごとえき）は、愛知県名古屋市昭和区広路町字北石坂にある、名古屋市営地下鉄の駅である。名城線側のアクセントカラーは水色。
鶴舞線と名城線が乗り入れる。
鶴舞線駅務区八事管区駅が管轄する駅であり、川名駅から平針駅までの各駅を管理している。

## 歴史
- 1977年（昭和52年）
  - 3月15日 - 桑山清一の私財による出入口および地下道が完成し、名古屋市に引き渡される[3]。
  - 3月18日：鶴舞線が伏見 - 八事間で開業した際に、同線の終着駅として開業する[2]。開業時は2番線のいりなか方4両分のみで乗降を行っており、1番線、及び留置線は赤池延伸までの仮の車庫として使用されていた。
- 1978年（昭和53年）10月1日：鶴舞線が赤池まで延伸され、途中駅となる[2]。1番線の使用を開始する。
- 2004年（平成16年）10月6日：名城線の名古屋大学 - 新瑞橋間が延伸開業し、同線との乗換駅となる。
- 2020年（令和2年）
  - 12月13日：名城線4番線で可動式ホーム柵使用開始[4]。
  - 12月20日：名城線3番線で可動式ホーム柵使用開始[4]。

## 駅構造
鶴舞線は島式1面2線のホーム（いりなか方面に引上線が1本と渡り線が設置されており、現在は夜間1編成が留置される）。
名城線は相対式2面2線のホームをもつ地下駅。改札口は名城線側と鶴舞線側に各2箇所設置されている。名城線ホームの方が地表から浅い場所にある。
名城線新瑞橋方面（右回り・4番線）と鶴舞線の乗り換えはエスカレーター等で連絡している。名城線本山方面（左回り・3番線）と鶴舞線の乗り換えは階段を上がり、連絡通路を経由する必要がある。 （但し4番線も鶴舞線ホーム階で長い通路を歩くことになる。）
中改札外にセブン-イレブン（名古屋地下鉄八事駅店）、中及び北改札外にステーションATM（イオン銀行イオン八事店の出張所扱い。）が設置されている。 
駅長室は北改札に設置されており、駅長室と鶴舞線ホームを行き来する際は、一度地上に出るか、名城線ホームを出入りする必要がある。

### のりば
路線は名城線の方が古いが、当駅は鶴舞線側が先に開業したため、鶴舞線から番号が振られている。

八事駅構内図
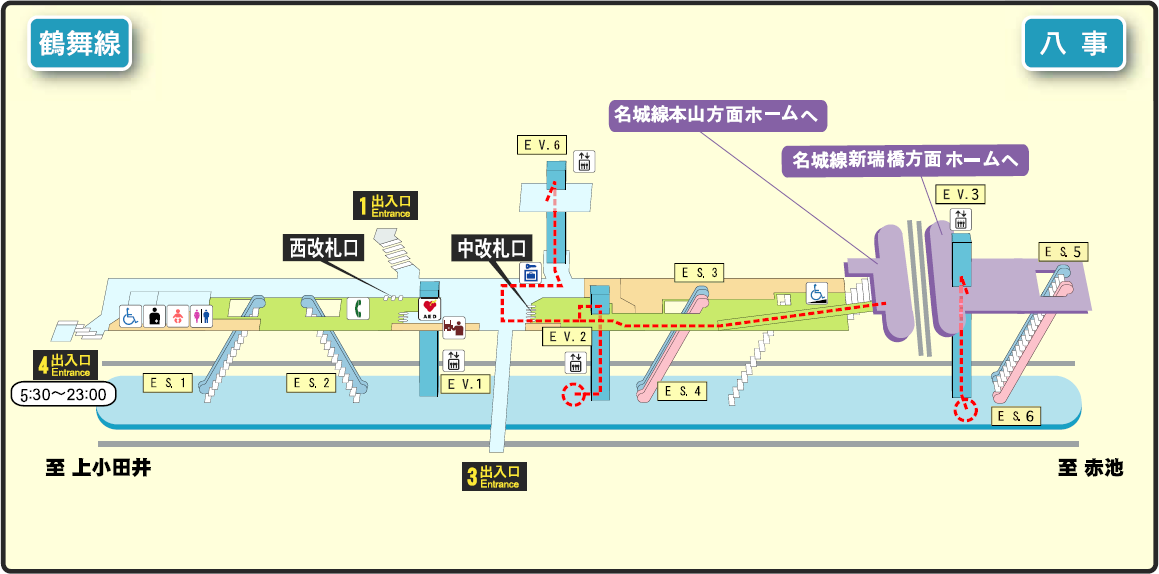
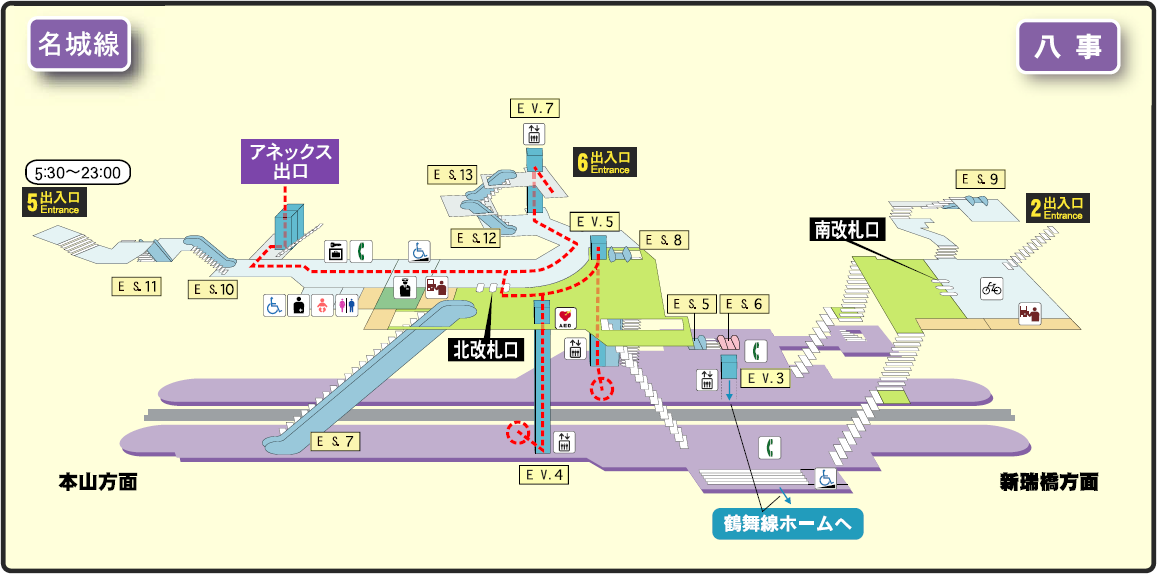

| ホーム | 路線   | 方向   | 行先                     |
| ------ | ------ | ------ | ------------------------ |
| 1      | 鶴舞線 | -      | 赤池・豊田市方面         |
| 2      | 鶴舞線 | -      | 伏見・上小田井・犬山方面 |
| 3      | 名城線 | 左回り | 本山・大曽根方面         |
| 4      | 名城線 | 右回り | 新瑞橋・金山方面         |

- 八事駅構内図

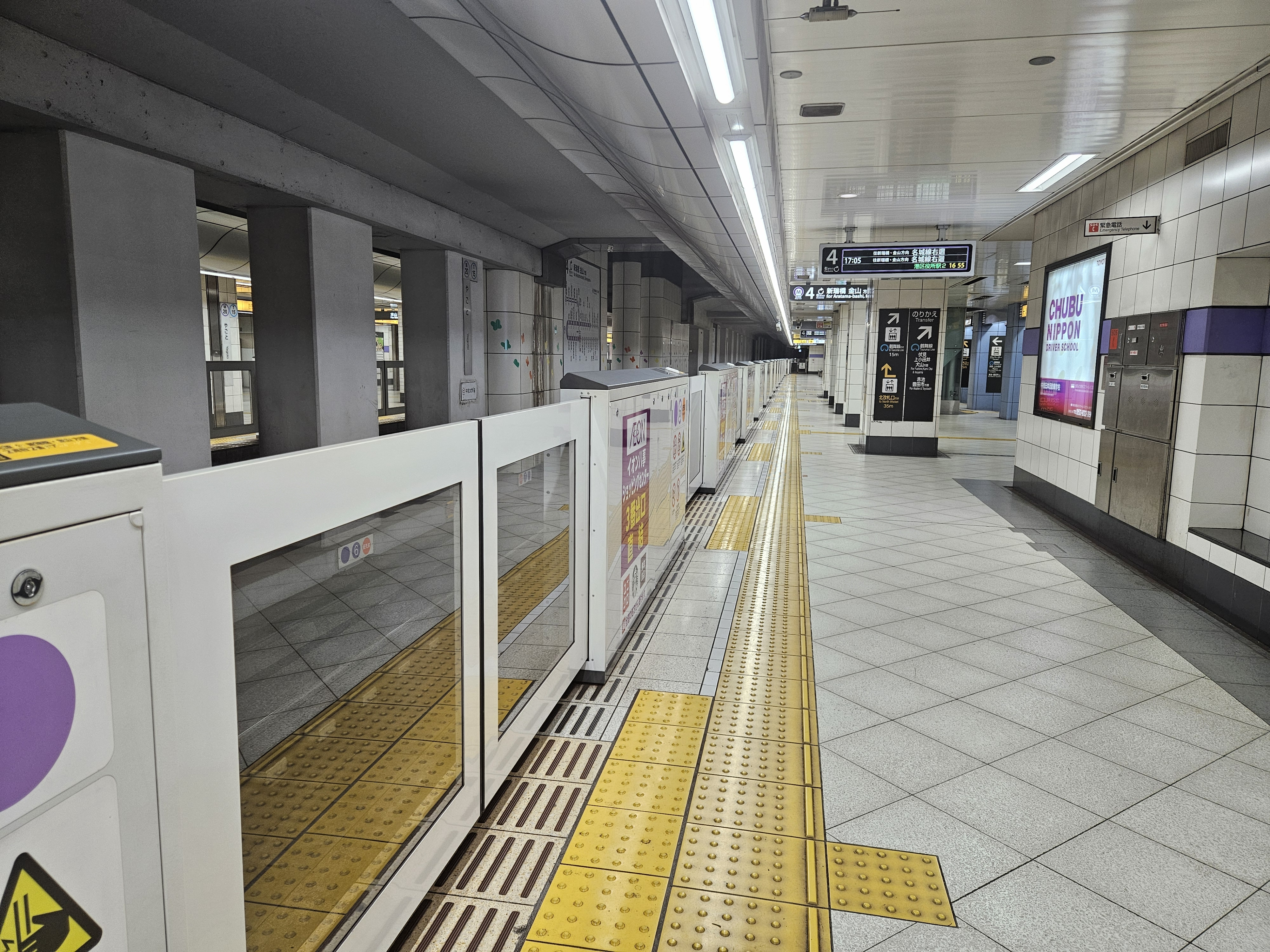
名城線プラットホーム（2025年5月）
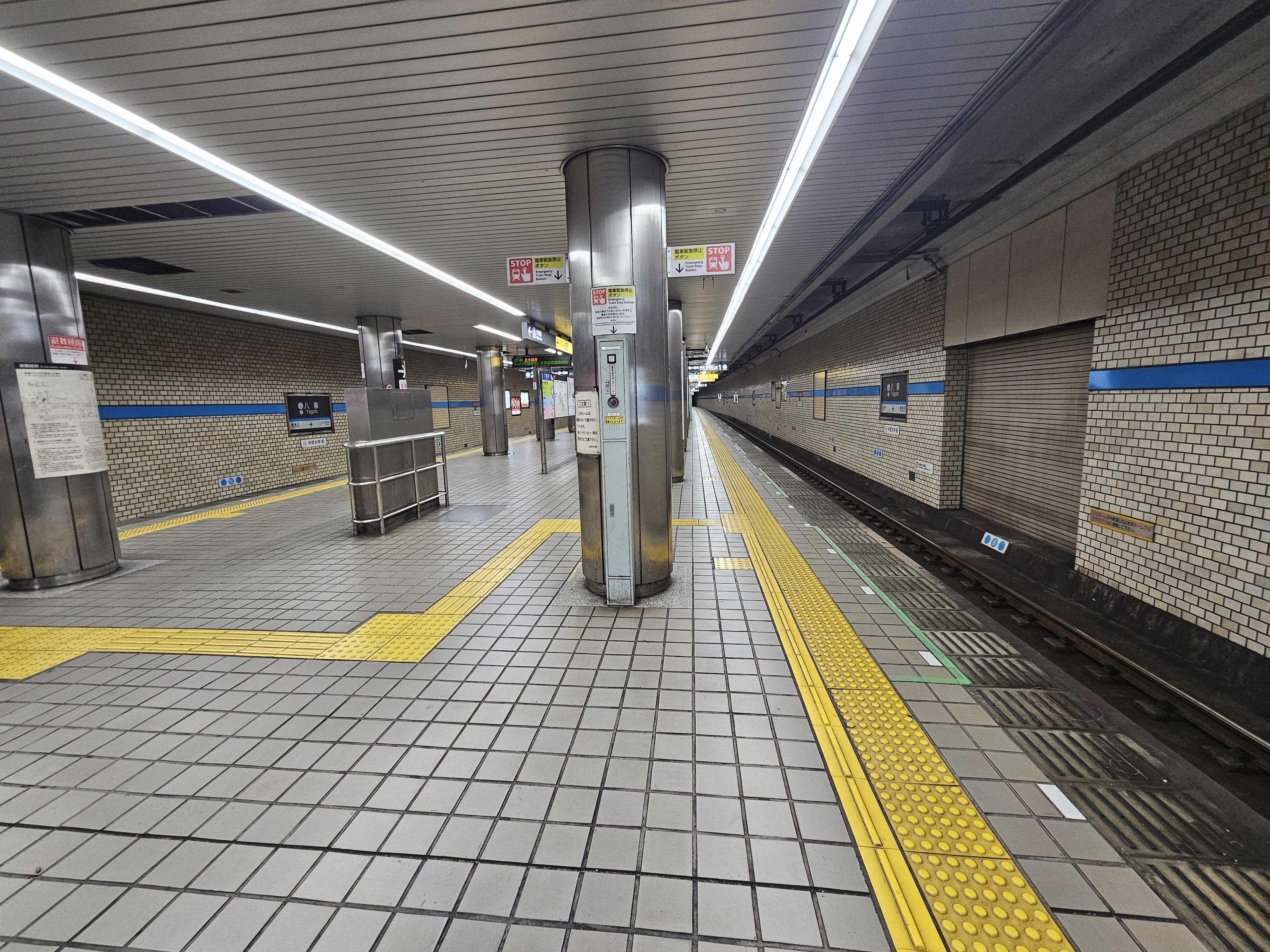
鶴舞線プラットホーム（2025年5月）

## 利用状況
| 年度               | 鶴舞線乗車人員(人/日) | 名城線乗車人員(人/日) | 乗車人員合計(人/日) |
| ------------------ | --------------------- | --------------------- | ------------------- |
| 2004年（平成16年） | 10,407                | 4,119                 | 14,526              |
| 2005年（平成17年） | 9,101                 | 5,081                 | 14,182              |
| 2006年（平成18年） | 9,145                 | 5,612                 | 14,757              |
| 2007年（平成19年） | 9,393                 | 5,947                 | 15,340              |
| 2008年（平成20年） | 9,630                 | 6,210                 | 15,840              |
| 2009年（平成21年） | 9,374                 | 6,360                 | 15,734              |
| 2010年（平成22年） | 6,702                 | 10,053                | 16,755              |
| 2011年（平成23年） | 9,226                 | 6,289                 | 15,515              |
| 2012年（平成24年） | 9,540                 | 6,529                 | 16,069              |
| 2013年（平成25年） | 9,841                 | 6,801                 | 16,642              |
| 2014年（平成26年） | 9,958                 | 6,999                 | 16,957              |
| 2015年（平成27年） | 10,592                | 7,358                 | 17,950              |
| 2016年（平成28年） | 10,682                | 7,449                 | 18,132              |
| 2017年（平成29年） | 10,704                | 7,527                 | 18,231              |
| 2018年（平成30年） | 10,648                | 7,555                 | 18,203              |
| 2019年（令和元年） | 10,437                | 7,361                 | 17,798              |

※ 乗り換え人員を含まない。

## 駅周辺

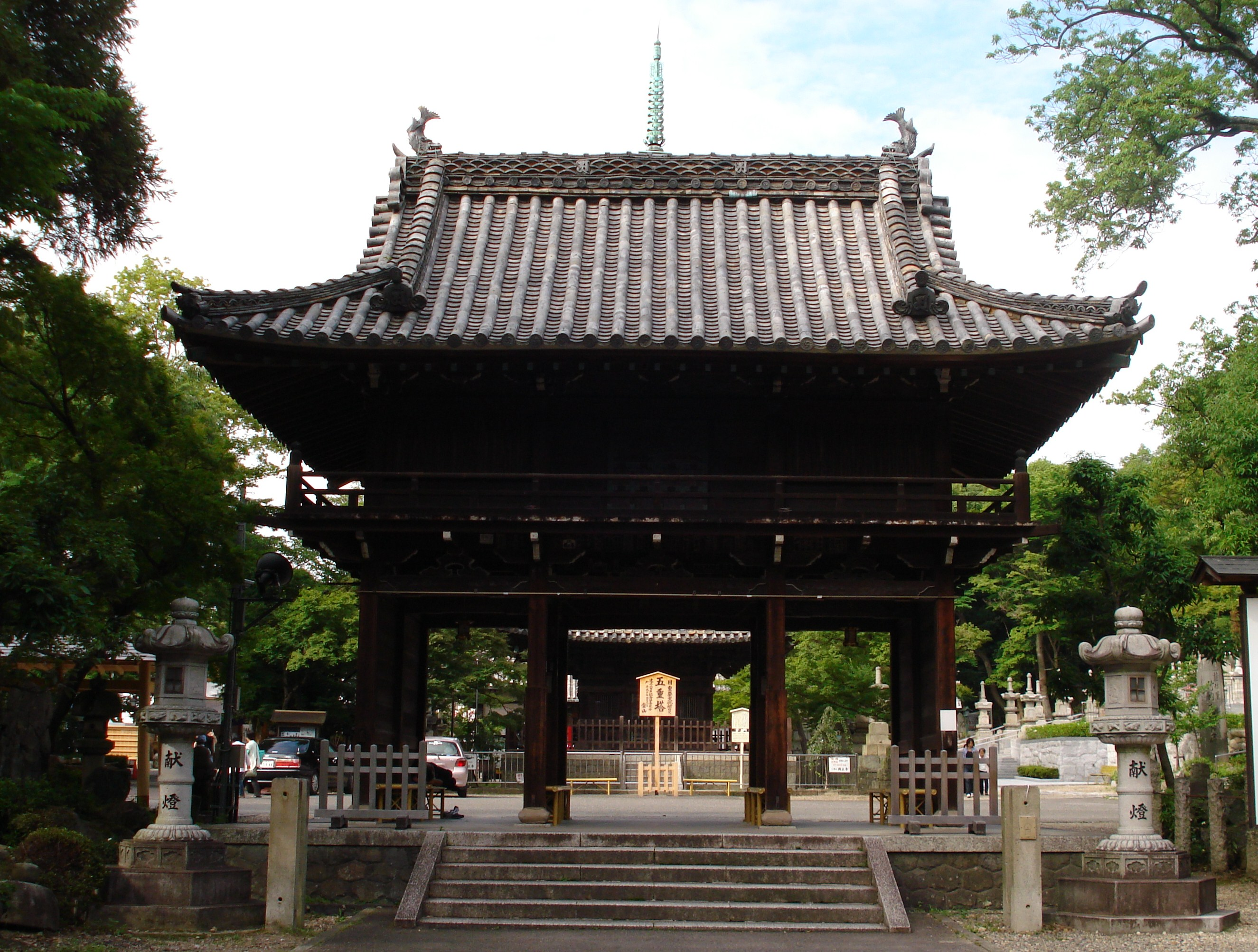
興正寺中門

この一帯は名古屋市を代表する高級住宅街の一つである。また、興正寺の縁日には参詣客でにぎわう門前町としての一面も持つが、近隣に複数の大学があるため若者向けの店舗を中心とした学生街としての発展も顕著である。
八事駅は昭和区と天白区の境界に位置しており、駅南東は天白区である。
当駅の北側、南側とも急な坂があり、東側も植田の方に向かって下り坂になっている。

### 主な施設
- 興正寺公園
  - 八事山興正寺（1番出口を出て東山門から入る）
- 名古屋市八事霊園・斎場
- 中京大学 名古屋キャンパス（5番出口から直結）
- 名城大学 八事キャンパス薬学部
- 名古屋市立表山小学校
- 八勝館
- イオン八事店（地下3階入口と直結）
  - イオン
  - ロマンロード専門店街
- 八事商店街
- フランテ ロゼ 八事
- ストリングスホテル 八事NAGOYA（地下1階入口と直結）2023年2月に閉館（以前はサーウィンストンホテル）
- 名古屋テレビ 八事ハウジングプラザ
- 名古屋八事郵便局
- 三菱UFJ銀行
- あいち銀行 八事支店
- 飯田街道（国道153号）（この下を鶴舞線が通る）
- 山手グリーンロード（この下を名城線が通る）
- 愛知県道220号阿野名古屋線

## バス路線
最寄りのバス停は「八事」である。
以下の路線バスが運行されている。転回場がないため折り返す系統はなく、当停留所を発着する系統は転回場のある妙見町などへそのまま直通する。
名古屋市交通局（名古屋市営バス）
- 金山12
  - 妙見町 - 八事 - 市立大学病院 - 金山
- 八事11
  - 妙見町 - 八事 - 平針住宅・島田住宅
  - 名古屋大学 - 八事 - 島田住宅
- 八事12
  - 島田一ツ山 - 八事 - 杁中 - 千種駅前

JR東海バス
- ドリームなごや号
  - 東京駅 - 八事 - 名古屋駅

## 隣の駅
名古屋市営地下鉄
 鶴舞線
いりなか駅 (T14) - 八事駅 (T15) - 塩釜口駅 (T16)
 名城線
八事日赤駅 (M19) - 八事駅 (M20) - 総合リハビリセンター駅 (M21)